# JR東日本E1系電車
もしかして
- 新幹線E1系電車
- JR東日本E001形電車

のいずれかではありませんか？